# Canzun de Sontga Margriata
Das Canzun de Sontga Margriata («Lied von der heiligen Margareta») ist eines der ältesten überlieferten Lieder in rätoromanischer Sprache. Noch Mitte des 19. Jahrhunderts wurde es von den Bäuerinnen Graubündens bei der Feldarbeit gesungen. 
Das Lied berichtet von der Sontga Margriata, die als Mann verkleidet sieben Sommer auf der Alp arbeitete, bis ein Hirtenknabe durch einen Zufall entdeckt, dass der vermeintliche Hirte eigentlich eine schöne Frau ist und das Geheimnis unbedingt dem Sennen verraten zu müssen meint. Margriata bietet dem Knaben immer wertvollere, zauberhaftere Gaben an, doch dieser will sich nicht abbringen lassen. Da verflucht Margriata ihn, dass er drei Klafter tief in der Erde versinkt, und scheidet für immer von der Alp, wo nun die Quellen vertrocknen und die Wiesen verdorren.
Neben den Tavetscher Zaubersprüchen gehört dieses Canzun de sontga Margriata, dessen Entstehung in das frühe Mittelalter datiert wird (vgl. Tod des heiligen Gallus 640 und vor der Tätigkeit Pirmins etwa um 720 n. Chr.), zu den ältesten rätoromanischen Sprachdenkmälern.
Im Alpenraum vertritt Margareta von Antiochia eine vorchristliche Fruchtbarkeitsgöttin. So finden sich Margareta-Kapellen und Kirchen meistens ausserhalb von geschlossenen Ortschaften. Christian Caminada, Bischof von Chur und Volkskundler, verglich sie mit der germanischen Göttin Freyja.

## Text und Übersetzung
Caminada dokumentierte das Margareta-Lied und übersetzte es:
| Sontga Margriata ei stada siat stads ad alp, Mai quendisch dis meins. In di eis ella ida dal stavel giu, Dada giu sin ina nauscha platta, Ch’igl ei scurclau siu bi sein alv. Paster petschen ha quei ad aguri cattau. «Quei sto nies signun ir a saver, Tgeinina zezna purschala nus havein.» «Sche ti vul quei buca dir ora, Sche vi jeu dar a ti treis bialas camischas, Che pli ti scarvunas e pli alvas ch’ellas vegnan.» «Quei vi jeu buc, quei prend jeu buc! Quei sto nies signun ir a saver, Tgeinina zezna purschala nus havein.» «Sche ti vul quei buca dir ora, Sche vi jeu dar a ti treis bialas nuorsas, Che ti sas tunder treis gadas igl onn E mintgaga ventgaquater crenas launa.» «Quei vi jeu buc, quei prend jeu buc! Quei sto nies signun ir a saver, Tgeinina zezna purschala nus havein.» «Sche ti vul quei buca dir ora, Sche vi jeu dar a ti treis bialas vaccas, Che ti sas mulscher treis gadas il di, Mintgaga siu bi curtè latg.» «Quei vi jeu buc, quei prend jeu buc! Quei sto nies signun ir a saver, Tgeinina zezna purschala nus havein.» «Sche ti vul quei buca dir ora, Sche vi jeu dar a ti in bi curtgin, Che ti sas segar treis gadas igl onn, E mintgaga siu bi ladretsch fein.» «Quei vi jeu buc, quei prend jeu buc! Quei sto nies signun ir a saver, Tgeinina zezna purschala nus havein.» «Sche ti vul quei buca dir ora, Sche vi jeu dar a ti in bi mulin, Che mola il di segal e la notg salin, Senza mai metter si buc in.» «Quei vi jeu buc, quei prend jeu buc! Quei sto nies signun ir a saver, Tgeinina zezna purschala nus havein.» «E sche tiu signun sto quei saver, Sche ti sas fundar entochen culiez.» «O, buna sontga Margriata, Lai po vegnir viado, quei sto nies signun buc ir a saver.» Cu la sontga Margriata ha gidau ô il paster petschen, Ha quel puspei entschiet a dir: «Quei sto nies signun ir a saver, Tgeinina zezna purschala nus havein.» «Sche ti vul quei dir ora, Sche dueis ti fundar treis tschuncheismas ault.» Allura va sontga Margriata dabot, E da tut ella pren pietigot! «Pietigot, ti miu bien signun, E pietigot, ti mia buna caldera, Pietigot mia buna panaglia, E pietigot ti mia buna fueinetta, Che jeu durmevel adina cun tei. Pertgei fas quei miu bien paster? Pietigot mias bunas vachettas, Vus vegnis a schigiar dil latg. Ah, pietigot entuorn, entuorn, Sappi Dieus cur jeu cheu tuorn!» Epi mav’ella sul Cunclas ô. La caldera e las vaccas mavan suenter, Aschi lunsch sco ellas han viu, Han ellas buca calau de bargir. Epi eis ella ida sper ina fontauna ô, a cantond: «O ti, o ti fontaunetta, Sche jeu mond ir naven Sche vegnas lu schigiar si!» E la fontauna ei schigiada si. Epi eis ella ida sper ina plaunca ô, a cantond: «O ti, o ti plaunchetta, Sche jeu mond ir naven, Sche vegnas ti guess a seccar!» E la plaunca ei seccada. «Ah, mia buna jarva, Sche jeu mond ir naven, Ti vegnas lu seccar e mai verdegar.» E la jarva ei seccada e mai verdegada, E cur ch’ell’ei ida sut il zenn da sogn Gieri e sogn Gagl, Tuccavan ei d’ensemen, ch’ei dev’ô il battagl. | Die heilige Margreth war sieben Sommer auf der Alp, Weniger fünfzehn Tage. Sie ging einmal den Staffel herab. Und fiel auf eine böse Platte von Stein, Das sich entdeckte des Busens Schein. Der Hirtenbube hat es gemerkt: «Das muss unser Senne wissen, Welch glückselig Maid wir besitzen» «Und wenn der Senne es nicht muss wissen, So will ich drei schöne Hemden dir geben, Die weisser werden, je mehr du sie bestäubst.» «Das will ich nicht, das nehm’ ich nicht, Das muss unser Senne wissen, Welch glückselige Maid wir besitzen.» «Und wenn der Senne es nicht wissen muss, So will ich drei schöne Schafe dir geben, Die du scheren kannst dreimal des Jahres, Und jede Schur gibt vierundzwanzig Krinnen Wolle.» «Das will ich nicht, das nehm’ ich nicht, Das muss unser Senne wissen, Welch glückselige Maid wir besitzen.» «Und wenn der Senne es nicht wissen muss, Dann will ich drei schöne Braunkühe dir geben, Die du melken kannst dreimal des Tages, Und jedesmal den Eimer voll Milch.» «Das will ich nicht, das nehm’ ich nicht, Das muss unser Senne wissen, Welch glückselige Maid wir besitzen.» «Und wenn der Senne es nicht wissen muss, Dann will ich einen schönen Anger dir geben, Wo du mähen kannst dreimal des Jahres, Und einen grossen Heustock jedesmal.» «Das will ich nicht, das nehm’ ich nicht, Das muss unser Senne wissen, Welch glückselige Maid wir besitzen.» «Und wenn der Senne es nicht wissen muss, So will ich eine schöne Mühle dir geben, Die tags Roggen mahlt und nachts Weizen, Ohne einmal aufzuschütten.» «Das will ich nicht, das nehm’ ich nicht, Das muss unser Senne wissen, Welch glückselige Maid wir besitzen.» «Und wenn der Senne es wissen muss, Dann sinke in den Grund bis zum Halse!» «O gute heilige Margrethe, O hilf mir doch empor! Das soll unser Senne nicht wissen.» Sie half ihm empor, er aber hob an: «Das muss unser Senne wissen, Welch glückselige Jungfrau wir besitzen.» «Und wenn der Senne es wissen muss, Dann sollst du drei Klafter versinken.» Dann scheidet die heilige Margreth schnell Und bietet ringsum Lebewohl. «Leb wohl, du mein guter Senne! Lebe wohl, du mein Alpkessel, Lebe wohl, du mein Butterfass, Lebe wohl, du mein kleiner Herd, Allwo ich die Schlafstatt hatte, – Warum tatest du das, guter Hirtenknabe? – Lebt wohl, meine guten Kühe. Euch wird die Milch vertrocknen, Ach, lebe wohl, lebe wohl ringsumher! Weiss Gott, wann ich einmal wiederkehr!» Dann ging sie über den Kunkels hinaus, Der Milchkessel nach, und nach die Kühe, So weit sie noch die Scheidende schauten, Haben sie zu weinen nicht nachgelassen. Dann kam sie vorbei an einem Bronn Und sang: «O Bronn, o kleiner Bronn, Wenn ich von dannen gehe, So wirst du gewiss vertrocknen!» Und vertrocknet ist der Bronn. Dann ging sie über eine Halde hinaus Und sang: «O Halde, o traute Halde, Wenn ich von dannen gehe, So wirst du gewiss verdorren.» Und verdorrt ist die Halde. «Ach gute Kräuter, Wenn ich von dannen gehe, Verdorrt ihr und grünt wohl nimmermehr.» Und verdorrt sind die Kräuter und grünen nimmermehr. Unter der Glocke Sankt Jörgs und Sankt Galls Ist die Maid vorübergezogen. Da hat es geläutet so lauten Schalls, Dass der Klöppel herausgeflogen. |